# Карлос Гурпегі
Карлос Гурпегі (ісп. Carlos Gurpegi, нар. 19 серпня 1980, Памплона) — іспанський футболіст, півзахисник клубу «Атлетік Більбао».
Протягом усієї кар'єри виступає за «Атлетік Більбао», включаючи його фарм-клуби «Басконію» і «Більбао Атлетик». Багаторічний капітан цієї команди. Також провів кілька матчів за невизнану УЄФА національну збірну Країни Басків.

## Клубна кар'єра
Народився 19 серпня 1980 року в місті Памплона. Вихованець юнацьких команд футбольних клубів «Ісарра» та «Атлетік Більбао».
У дорослому футболі дебютував 1999 року виступами за команду клубу «Басконія», в якій провів один сезон у Терсері, четвертому за рівнем дивізіоні Іспанії, взявши участь у 33 матчах чемпіонату. Більшість часу, проведеного у складі «Басконії», був основним гравцем команди і одним з головних бомбардирів команди, маючи середню результативність на рівні 0,45 голу за гру першості.
Перед початком наступного сезону був переведений у другу команду «Атлетіка» — «Більбао Атлетик», що виступав у Сегунді Б. Відіграв за дублерів клубу з Більбао наступні три сезони своєї ігрової кар'єри. Граючи у складі «Більбао Атлетика» також здебільшого виходив на поле в основному складі команди.
На початку 2002 року був переведений до основної команди «Атлетік Більбао», за яку дебютував 31 березня 2002 року в матчі з «Вільярреалом» (2:5). Всього до кінця сезону зіграв у чотирьох матчах, але з наступного сезону став основним гравцем команди. 17 січня 2004 року він зрівняв рахунок у гостьовому матчі з «Барселоною» (1:1), допомігши команді здобути нічию.
Сезони 2006/07 і 2007/08 Карлос пропустив через дискваліфікацію за вживання забороненого препарату — нандролона.Повернувшись в команду, Карлос почав як запасний, залишаючись у тіні Хаві Мартінеса, але пізніше він відвоював місце в основному складі «Атлетіка». З приходом влітку 2011 року головного тренера Марсело Б'єльси Карлос знову потрапив у запас, зігравши протягом сезону 2011/12 лише 7 матчів у чемпіонаті. Однак влітку 2012 року Хаві Мартінес був проданий і Гурпегі повернувся в основу.
Наразі встиг відіграти за клуб з Більбао 278 матчів в національному чемпіонаті.

## Титули
- Володар Суперкубка Іспанії:

«Атлетік»: 2015